# Hammadides
1007–1152
Entités précédentes :
- Zirides

Entités suivantes :
- Almohades

Les Hammadides ou Hammadites (en arabe : بَنُو حَمَّادٍ (Banū Ḥammād)) sont une dynastie berbère sanhajienne d'Algérie qui règne sur le Maghreb central de 1007 à 1152. La dynastie hammadide est fondée en 1007 par Hammad ibn Bologhine, second fils de Bologhine ibn Ziri, en conséquence d'une scission territoriale du royaume ziride à la suite d'un conflit de succession. Ils sont parfois désignés comme « Zirides hammadides », pour souligner leur ascendance directe avec les Zirides dont ils sont l'une des branches.
Les Hammadides sont connus pour leur capitale fortifiée, la Kalâa des Beni Hammad, cité médiévale prestigieuse, dont les ruines sont classées au patrimoine mondial de l'Humanité de l'Unesco. Sous la pression des Hilaliens, ils vont chercher une nouvelle capitale et reconstruisent la ville de Béjaïa, l'antique Saldae (Algérie contemporaine), en 1067 sur la côte de Kabylie, sous le nom d'An-Nāṣīrīya (du nom du souverain An-Nasir). Sous leur impulsion, Béjaïa devient une grande capitale méditerranéenne, un foyer de culture majeur, et une place militaire d'où partent les expéditions maritimes vers le pays de « Rum » (principalement la Sicile).
Les deux villes sont alors reliées par un triq sultan, une route qui évite le plus possible une plaine devenue difficile à contrôler. Les incursions des nomades zénètes de l'ouest et du sud, et l'arrivée des Arabes hilaliens qui contrôlent les plaines font que l'arrière-pays échappe progressivement à leur autorité.

## Fondation de la dynastie

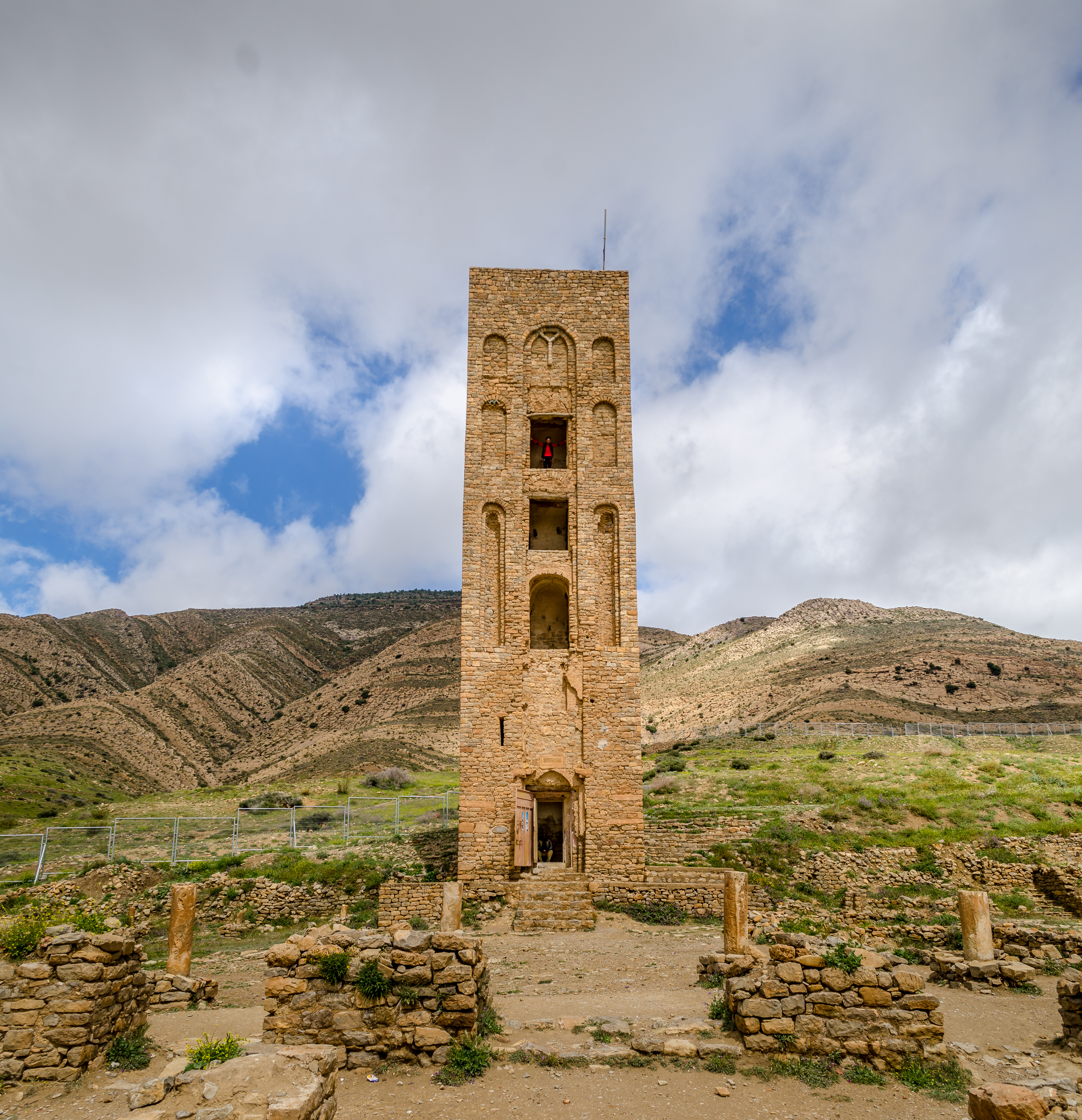
Minaret de la Kalâa des Béni Hammad.

En 972, alors que le Maghreb était sous domination fatimide, le calife Al-Muʿizz li-Dīn Allāh (953-975), quitta le Maghreb pour s'installer au Caire, sa capitale nouvellement fondée après la conquête de l'Égypte. L'autorité du Maghreb fut alors confiée à Bologhine ibn Ziri (972-984), chef de la tribu des sanhajienne des Talkata. Il reçoit en don l'emplacement d'une ville forteresse, Achir dans le Titteri.
Cette transmission de pouvoir est accompagnée de crises et guerres civiles, provoquées par les tribus rivales, se considérant lésées par ce changement, telles que les tribus du Maghreb occidental qui s'allièrent à Cordoue. Le successeur de l'émir ziride Al Mansour, Badis Ibn Ziri (996/1016), doit gérer la dissidence armée (1014/1015) de son grand-oncle Hammad, nommé trois décennies plus tôt par son père Bologhin gouverneur d’Achir et de M’sila.
En 1004/1005, face à la famine et une épidémie de peste, l'émir ziride Badis tolère dans un premier temps un relâchement de son autorité sur son grand-oncle au Maghreb central, puis en 1004, il lui confie une expédition contre les Zénètes de l’ouest. Hammad obtient en retour de Badis la liberté d’édifier dans le Hodna la ville forteresse de Qalaa des Béni Hammad dont la construction commence en 1007/1008. Ashir n'est pas abandonnées par Hammad, mais il lui profère la Qalaa : chaque nouveau dynaste tient à démarquer sa capitale. Il fortifie la ville et la peuple avec les habitants de M'Sila et de Hamza. La ville devient rapidement prospère et bénéficia de l'arrivée de populations réfugiées d'Ifrikya.
Hammâd se révolte en 1014, lorsque Bâdîs lui enlève le gouvernement de plusieurs villes — dont Constantine. Dès lors, l'Ifriqiya et le Maghreb central relèvent de deux autorités distinctes. Les troupes hammadides avancent jusqu'à Béja, mais une contre-attaque ziride est lancée sur Achir, la cité tombe et Hammad est poursuivi jusqu’au Sersou.
Hammad est complètement défait et doit envoyer son fils El Caïd qui négocie un accord avec son cousin El Moëz (5 janvier 1018), au terme duquel les Hammadides reconnaissent la suzeraineté ziride. El Moez rédige un acte qui concède à El Caïd, héritier présomptif de Hammad, le titre de gouverneur de M'Sila, Tobna, Mers El Hadjadj, du pays des Zouaouas, de Magara, Dakkama, Belezma et Souk Hamza. El Moëz lui fait également don d'étendards et de tambours. Un mariage avec un autre fils de Hammad, un dénommé Abdallah est conclu, ce dernier épouse la sœur de l'émir El Moëz ce qui renforce l'entente dans la famille. La paix est donc conclue entre les deux branches zirides et l'accord approuvé par Hammad. Toutefois les luttes intestines entre les deux branches et une rupture franche entre les Beni Hammad et l'émir ziride Al Moez auront lieu en 1040.

## Histoire

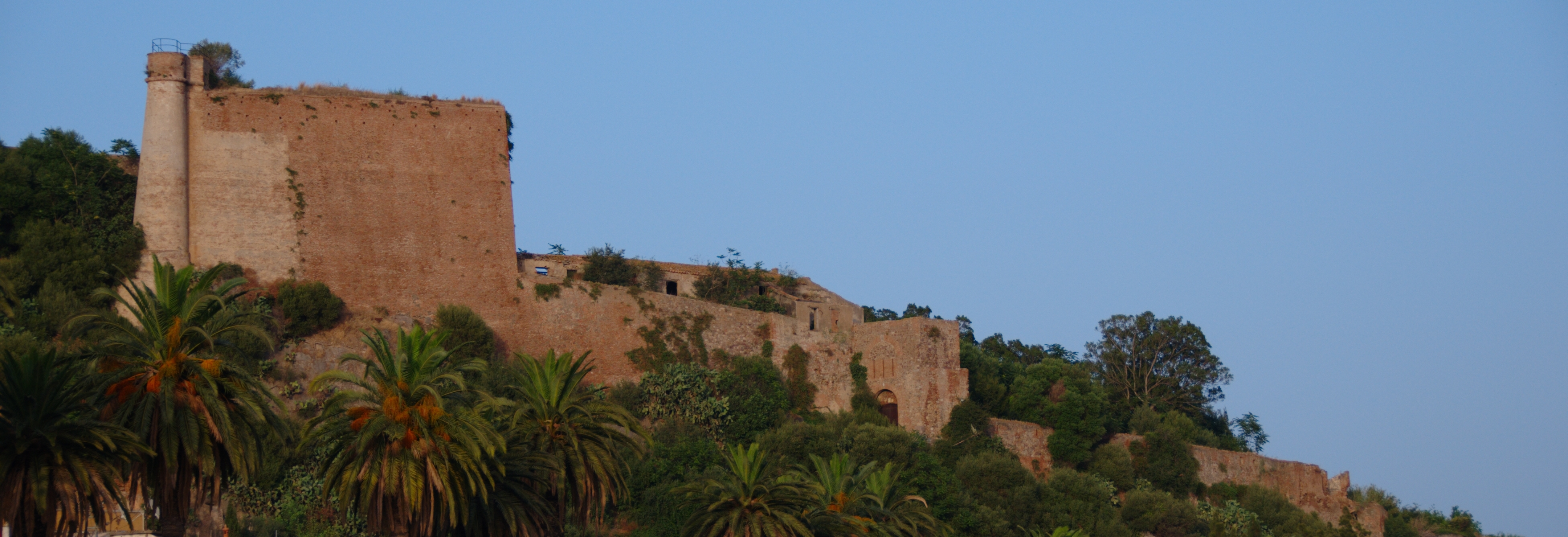
Citadelle (casbah) au-dessus du port de Béjaïa.

Entre 1041 et 1051, le souverain ziride reconnaît, la légitimité des califes Abbassides de Bagdad. Cela est considéré comme une trahison de la part des Fatimides qui décident d'envoyer des nomades arabes indésirables, les Hilaliens, au Maghreb vers 1049. Au même titre politique et symbolique, les Hammadides réintègrent alors, en symétrie opposée, l'obédience fatimide. La question religieuse est plutôt la conséquence de décisions d'ordre politique, qu'une cause de guerre.
Cette période coïncide avec l'apogée de la puissance hammadide. En effet, au départ, le pouvoir hammadide est peu touché par la migration hilâlienne.
La première capitale hammadite est Al-Qalaa (Kalâa des Beni Hammad). L'arrivée des hilaliens pousse le sultan An-Nasir à fonder Béjaïa, ville côtière disposant de davantage de ressources et d'infrastructures (portuaires notamment). Il réorganise l'administration en chargeant ses deux fils et quatre de ses frères de gouverner les principales villes : Alger, Achir, Miliana, Suq Hamza, N'Gaous et Constantine. Il y fit construire des remparts et des portes autour de la ville afin de renforcer la sécurité de la cité. La ville connaîtra une grande prospérité économique, grâce aux richesses de l'agriculture, de la pêche et du commerce maritime mais, aussi une prospérité intellectuelle, avec le développement des sciences islamiques, mathématiques, l'art ou l'Histoire. Elle devient très vite une cité attrayante pour les voyageurs européens et andalous.

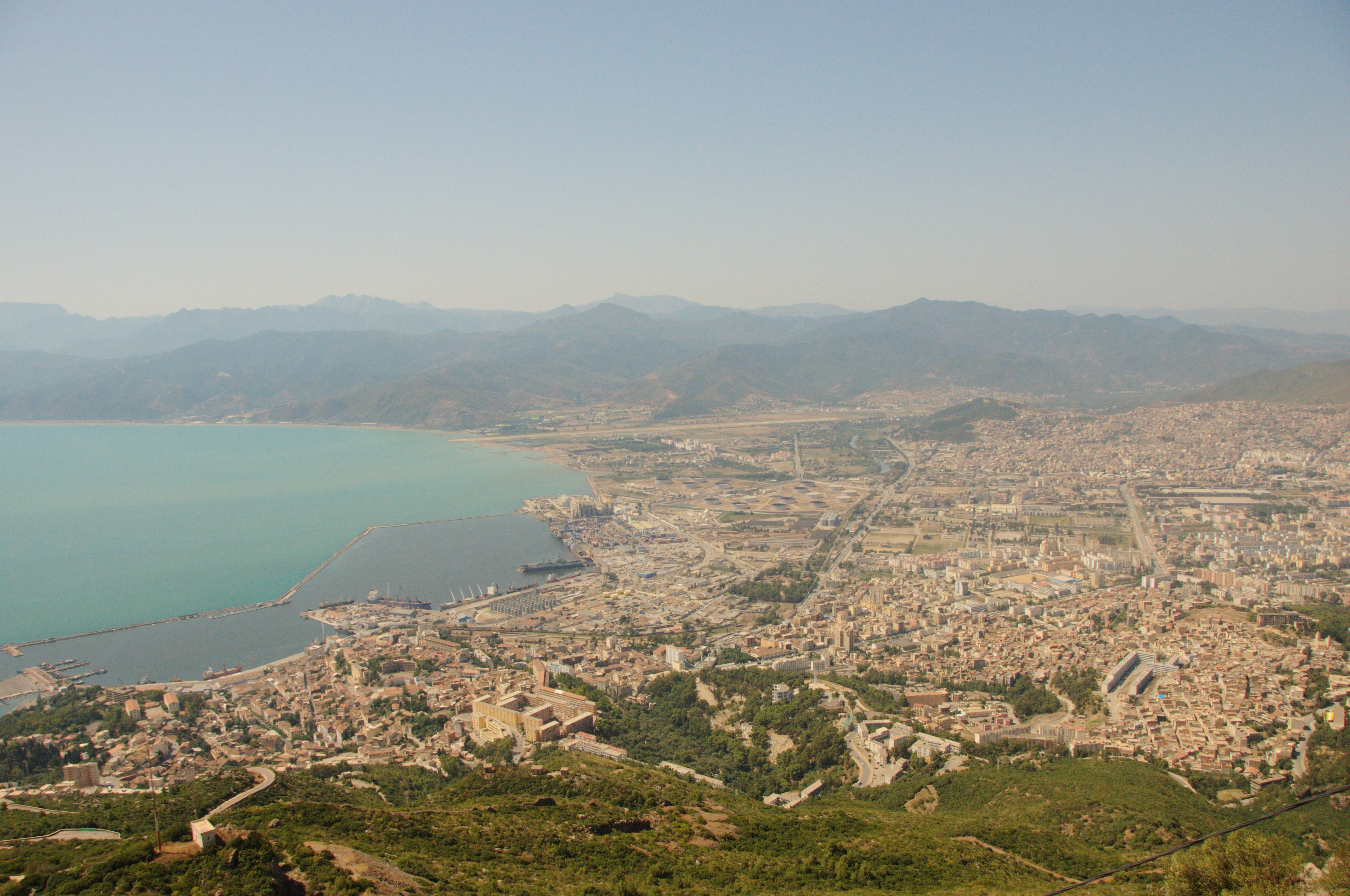
Vue générale de la ville de Béjaïa et sa façade maritime.

La Kalâa reste un centre commercial et intellectuel actif, mais décline progressivement. Al-Mansur ben al-Nasir, s'installe en 1090 définitivement à Béjaïa. Les Hammadides feront de la ville, l'une des cités les plus prospères qu'ait connu le Maghreb et la Méditerranée à cette époque,.
L'arrivée des Hilaliens provoque un bouleversement dans les rapports d'autorité du territoire, mais la menace des tribus berbères rivales étaient d'avantages craintes. Cela favorisa l'expansion des hilaliens et affaiblissant les dynasties berbères musulmanes. Ainsi, déclarant un statu quo, les hammadites de Béjaia se sont alliés aux mercenaires hilalien afin de combattre et vaincre les Ifrenides de Tlemcen en 1058. Les Ifrenides garderont leur capitale Tlemcen mais perdront une grande partie de leur territoire.
L'affaiblissement des ifrenides aura pour conséquence l'émergence d'une nouvelle dynastie venue de Maurétanie, les Almoravides. Ceux-ci prennent Tlemcen aux Ifrenides mais sont arrêtés par le Sultan Hammadite, Al-Mansur ben al-Nasir, et ses alliés hilaliens, en 1102. Les Almoravides sont donc repoussés vers le Maghreb al-Aqsa (l'actuel Maroc).
Les Hammadites de Béjaïa, s'imposent donc, après le déclin de leur cousins Zirides, comme une grande puissance au Maghreb central. Ils réussissent à éliminer les Banou Khourassan de Tunis et repousser les Arabes du Hodna. Ils repoussent de nombreuses attaques maritimes, notamment celles des Génois en 1136. Les luttes contre les hilaliens redevenaient constantes et la cité fut de plus en plus affaiblie malgré sa prospérité économique et culturelle.
La chute des Almoravides, remplacés par la dynastie commandée par Abd-Al Mumin, les Almohades, provoquera la fin de l'hégémonie Hammadite. Les Almohades prennent le Maghreb al Aqsa ainsi que le Maghreb central en 1151. Ils combattent les Hilaliens et continuent leur marche vers l'est. Cela marque donc la fin de la dynastie Hammadite, mais la cité de Bougie reste prospère. Elle accueille de nombreux savants. Le Sultan Almohade y battit une casbah et de nombreuses infrastructures.

## Culture et religion

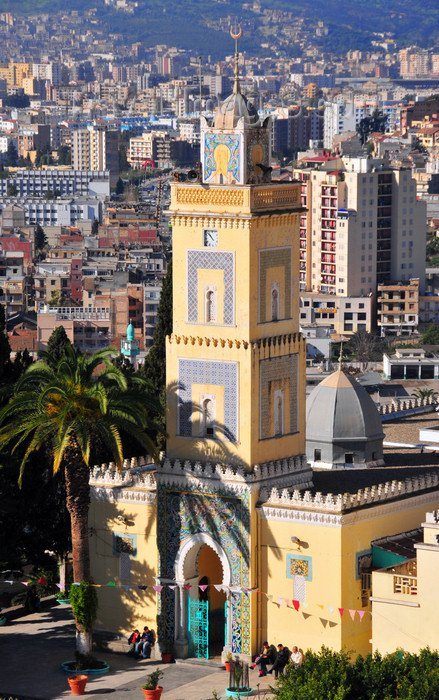
Mosquée de Sidi Soufi, un important soufi de Béjaïa.

Les territoires hammadides ont connu une grande prospérité économique. Béjaïa devient un centre d'enseignement et pôle intellectuel, et rayonne au-delà du Maghreb. Sa cité de la science (madînat al-‘ilm, au double sens profane et religieux) est renommée. En l'honneur d'un soufi local, An-Nasir crée un institut Sidi Touati où sont enseignées nombre de disciplines.
La ville est renommée comme centre de pensée et de science, elle attire de nombreux savants. Du fait de la Reconquista chrétienne, plusieurs proviennent de Sicile, et surtout d'al-Andalus, à côté d'érudits et fuqahā classiques venant de la Qalâa, de mystiques venus du Machrek, mais aussi des Européens du Sud. Une « maison de la sagesse » (bayt al-hikma), est le théâtre de controverses doctrinales. Comme à Tahert, ces débats sont organisés avec des adeptes d'autres madhâhib de l'islam sunnite, et même avec les tenants du mutazilisme rationalisant, qui prône le libre arbitre. Elle accueille également des dialogues entre musulmans et non-musulmans.
La spéculation religieuse fleurit à Béjaïa, comme à Qalâa, avec un accent sur la méditation mystique, le soufisme commence à se développer au Maghreb. Sur le plan doctrinal, les Hammadides ont été chiites, puis malikites, moins pour des raisons de conviction religieuse que pour celles politiques. Dans le sillage de ses fuqahā, Béjaïa reste attachées au malikisme.
Béjaïa du XIIe siècle respire une atmosphère d'ouverture et vit dans une ambiance libérale. Dans les deux capitales, des communautés juives vivent en paix, dont la présence est aussi attestée à Ouargla, des chrétiens sont également présents à Annaba et dans l'Aurès. An-Nasir entretient une correspondance confiante avec le pape Grégoire VII, tenant à faire ordonner évêque, un prêtre maghrébin.

## Art et architecture
L'époque hammadide est d'abord marquée par la fondation d'une nouvelle cité, la Kalâa des Béni Hammad. Les constructions fouillées ont livré divers édifices importants, comme une grande mosquée, plusieurs palais, une citerne et de nombreux objets tels que de la céramique à lustre métallique. Ville-forteresse, la cité était entourée de monts aux versants difficiles d'accès. L'aménagement urbain s'organisait sur les parties plus basses du terrain, avec quatre quartiers comprenant chacun un palais.
Des sept palais cités par les sources écrites, ne sont aujourd'hui visibles que les vestiges des palais du Kawkab, du Manâr et du Salâm. Le palais du Lac (dâr al-bahr) enfermant cours, jardins, et un lac, est entouré par un rempart long de sept kilomètres. Du palais du Fanal (qaçr al-manâr), subsiste encore la tour maîtresse. La grande mosquée est un vaste édifice de 60 par 65 mètres, qui comporta treize nefs et huit travées, et environ 84 colonnes. Son minaret de plan carré reste l'un des plus hauts d'Algérie.
Les modèles architecturaux ont montré des influences fatimides. Cependant, des éléments d'origine sassanide et byzantine sont également présents. Ainsi, l'emploi des muqarnas, utilisés notamment pour décorer les coupoles et les entrées, y est attesté pour la première fois dans l'Occident musulman. Les ruines de la capitale, ont été classées au patrimoine de l'humanité en 1980 par l'Unesco.
Les artisans ont développé l'art de la céramique et de l'émail. Al-Qalaa était réputée pour ses verriers : des poteries, des tessons de céramiques et faïences, des bijoux et pièces de monnaie sont conservés dans les musées. La population avait un usage courant de la poterie et de la faïence pour ses besoins quotidiens du transport, de la conservation des aliments, de l’éclairage, des ustensiles et du décor.
Béjaïa devient une cité de belle allure, avec sa grande mosquée de la Citadelle, ses parcs, ses fontaines et ses trois palais. An-Nasir y a entrepris la construction du palais de la Perle, réputé par sa magnificence, les clous et placages d'or de ses portes, le raffinement de ses mosaïques, ses fresques, ses terrasses et ses jardins. À ce palais, s'ajoutent celui de l'Étoile et le palais Amimoun.
L'administration hammadide se soucie aussi de travaux hydrauliques : les fontaines sont multipliées, des aqueducs et citernes romains sont restaurés. Il reste peu de traces de tous ces édifices, sauf quelques exceptions comme Bâb al-Bahr. D'autres portes, ouvertes dans un rempart ponctué de bastions rectangulaires, ne subsistent que quelques fragments.

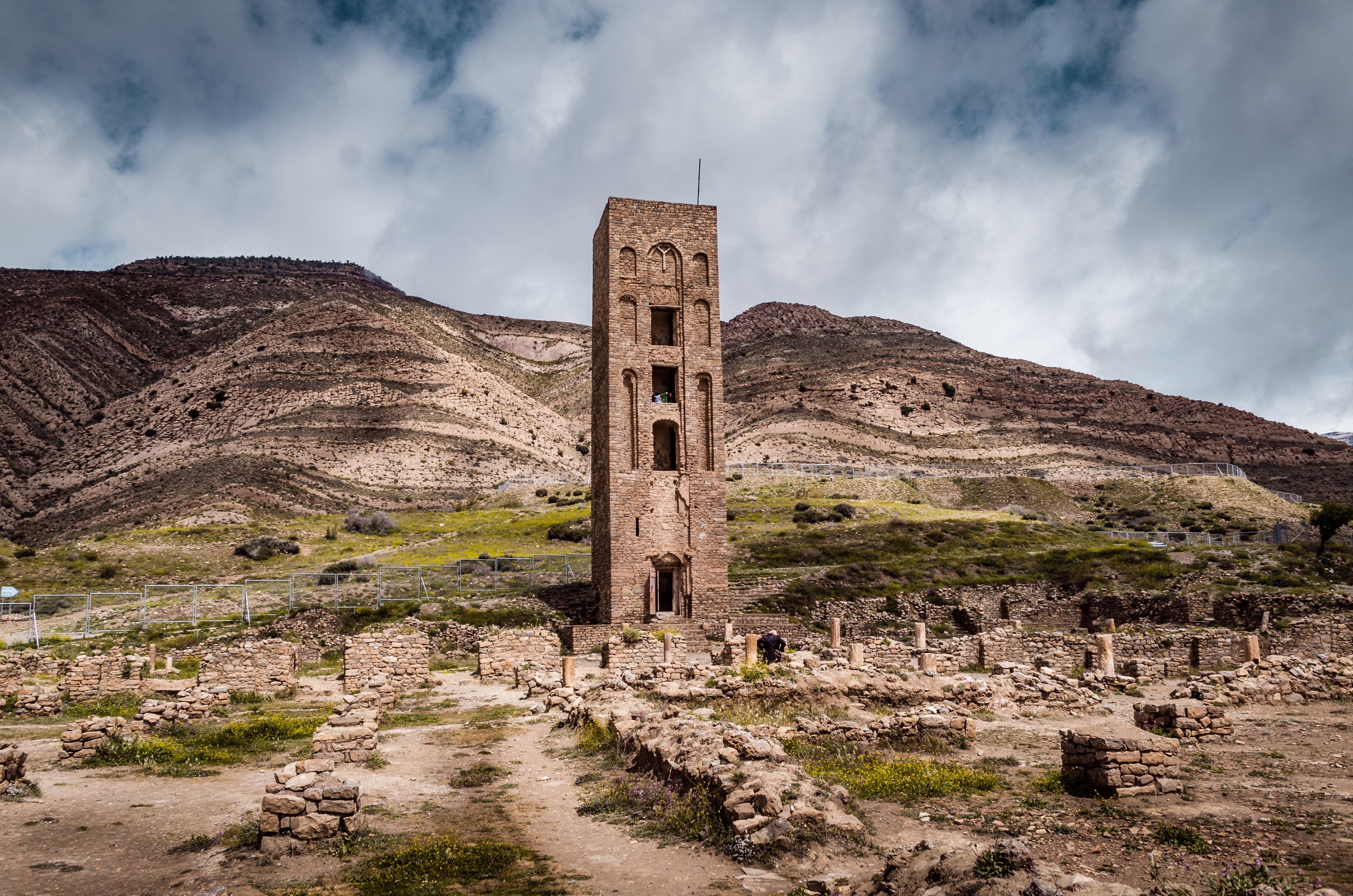
Vestiges de la Kalâa de Beni Hammad.
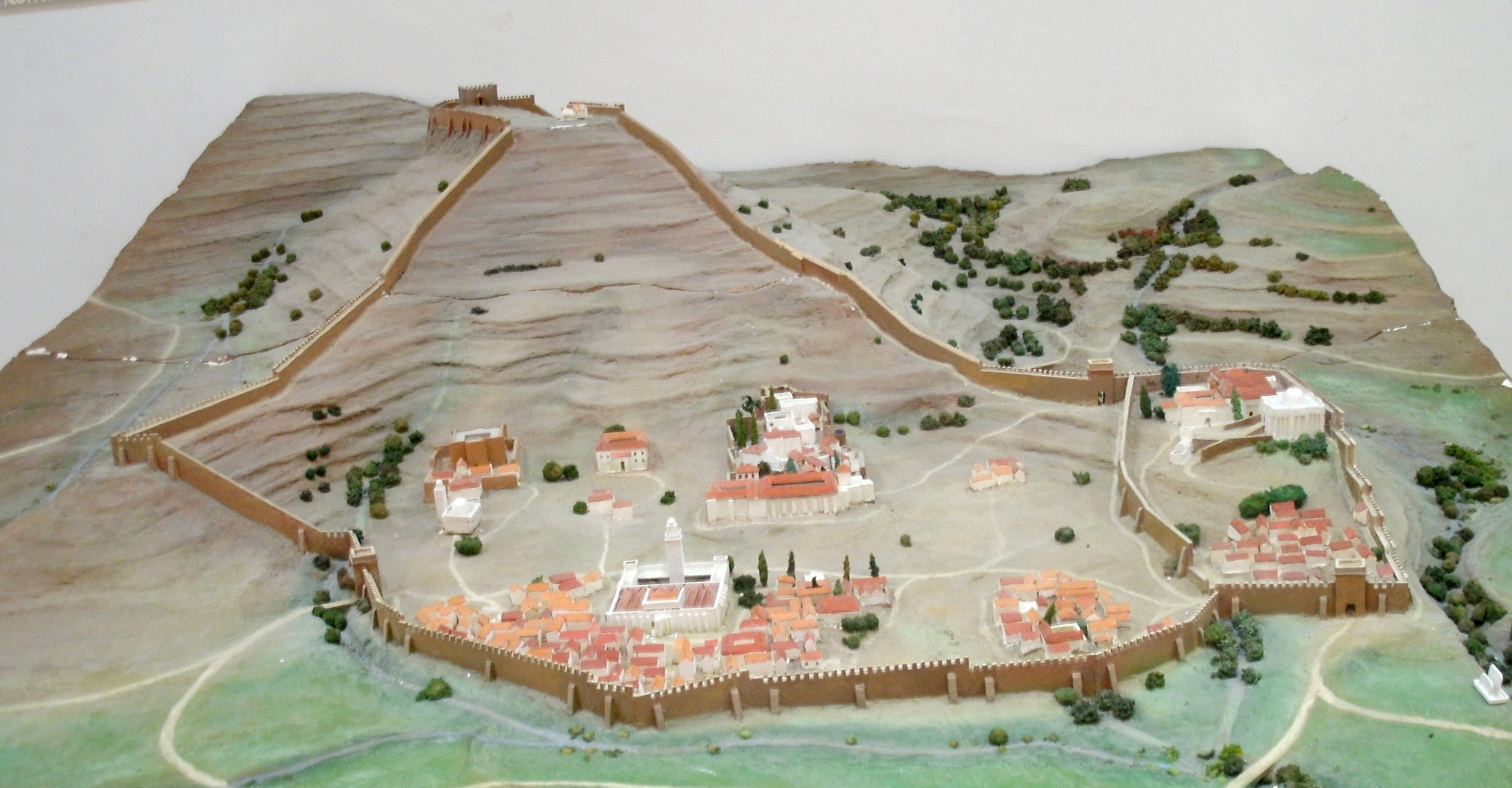
Maquette de Kalaa de Beni Hammad.
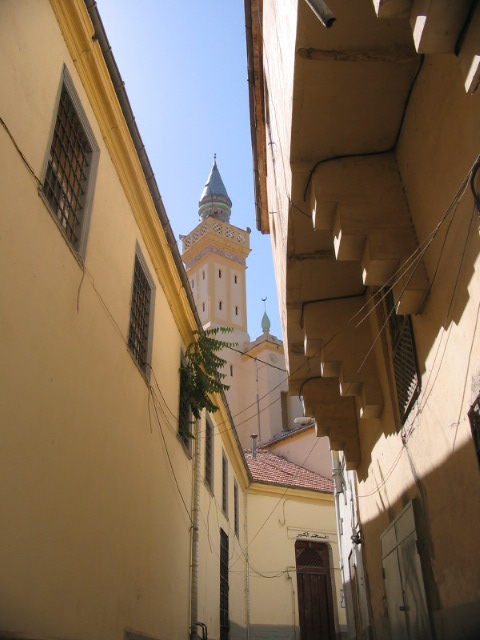
Vue sur le minaret de la grande Mosquée de Constantine dans la médina.
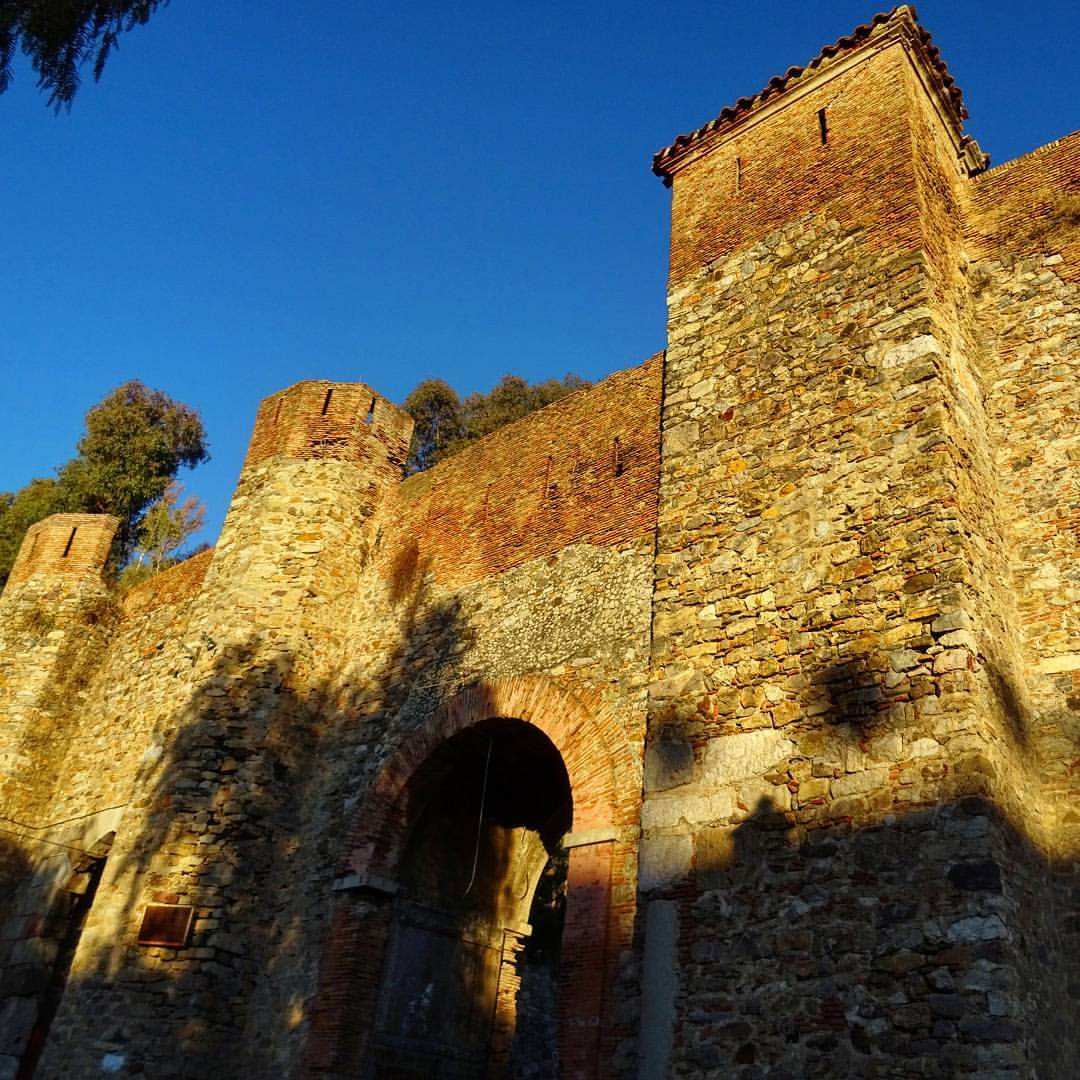
Porte des Étendards à Béjaïa
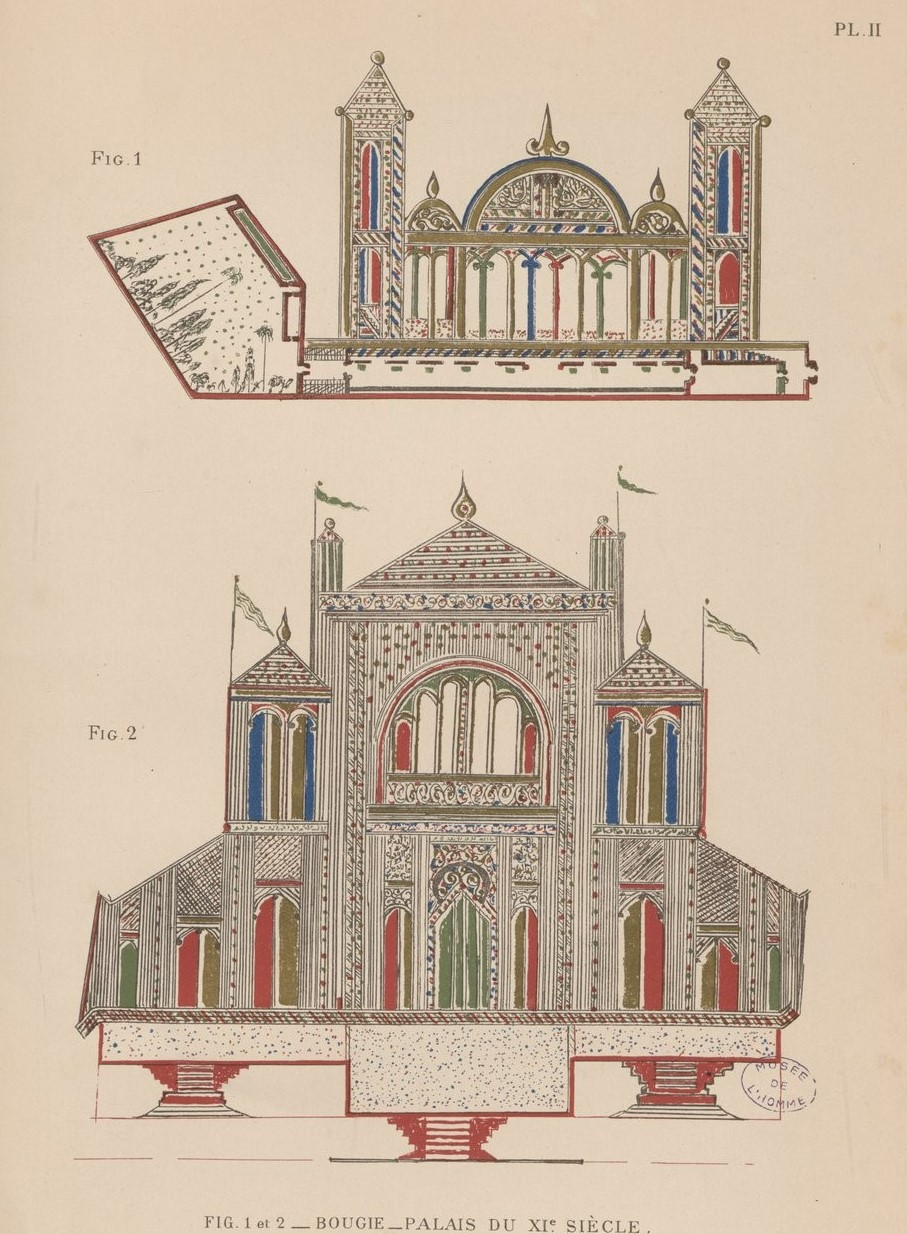
Palais hammadide de Bougie au XIe siècle.
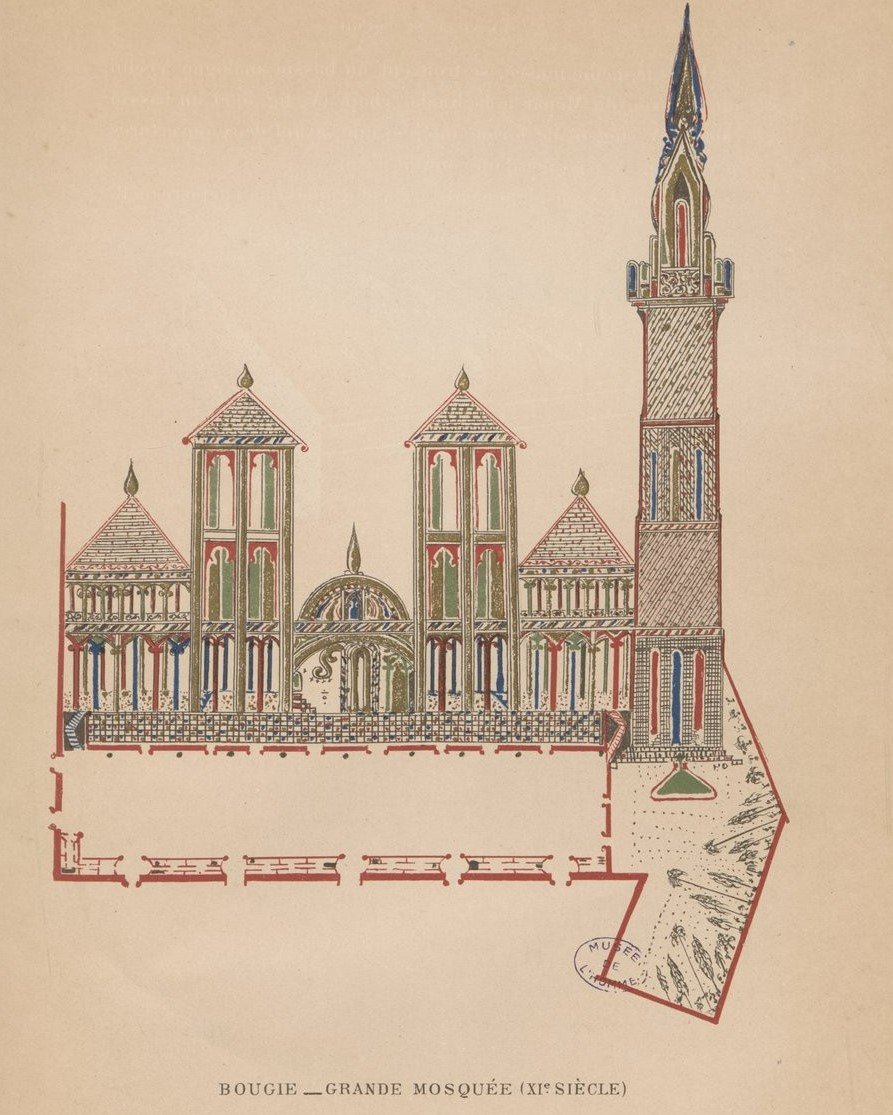
Grande mosquée de Béjaïa au XIe siècle
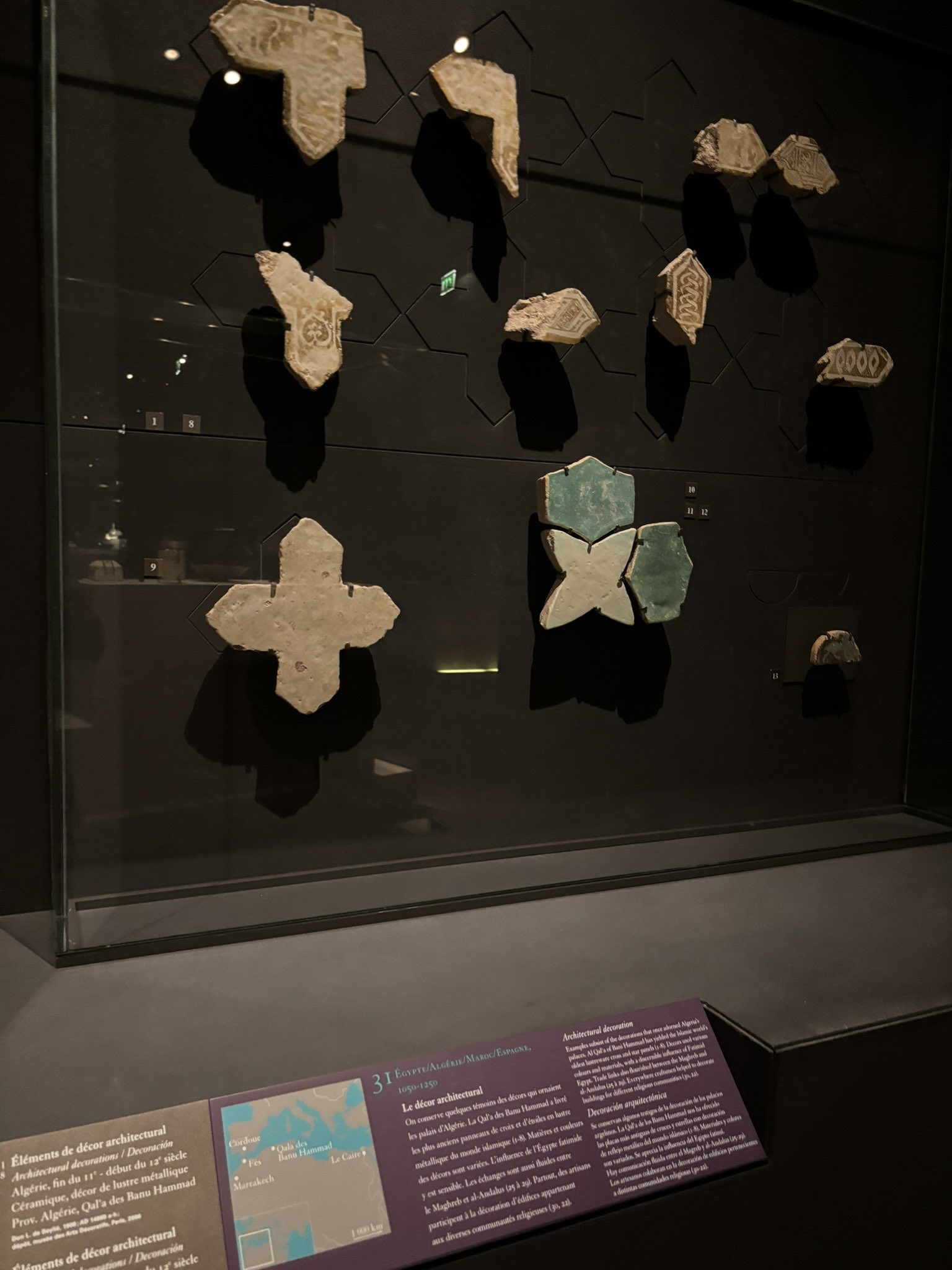
Fragments de Zellige de la Kalâa des Béni Hammad exposés au Musée du Louvre

## Historiographie moderne

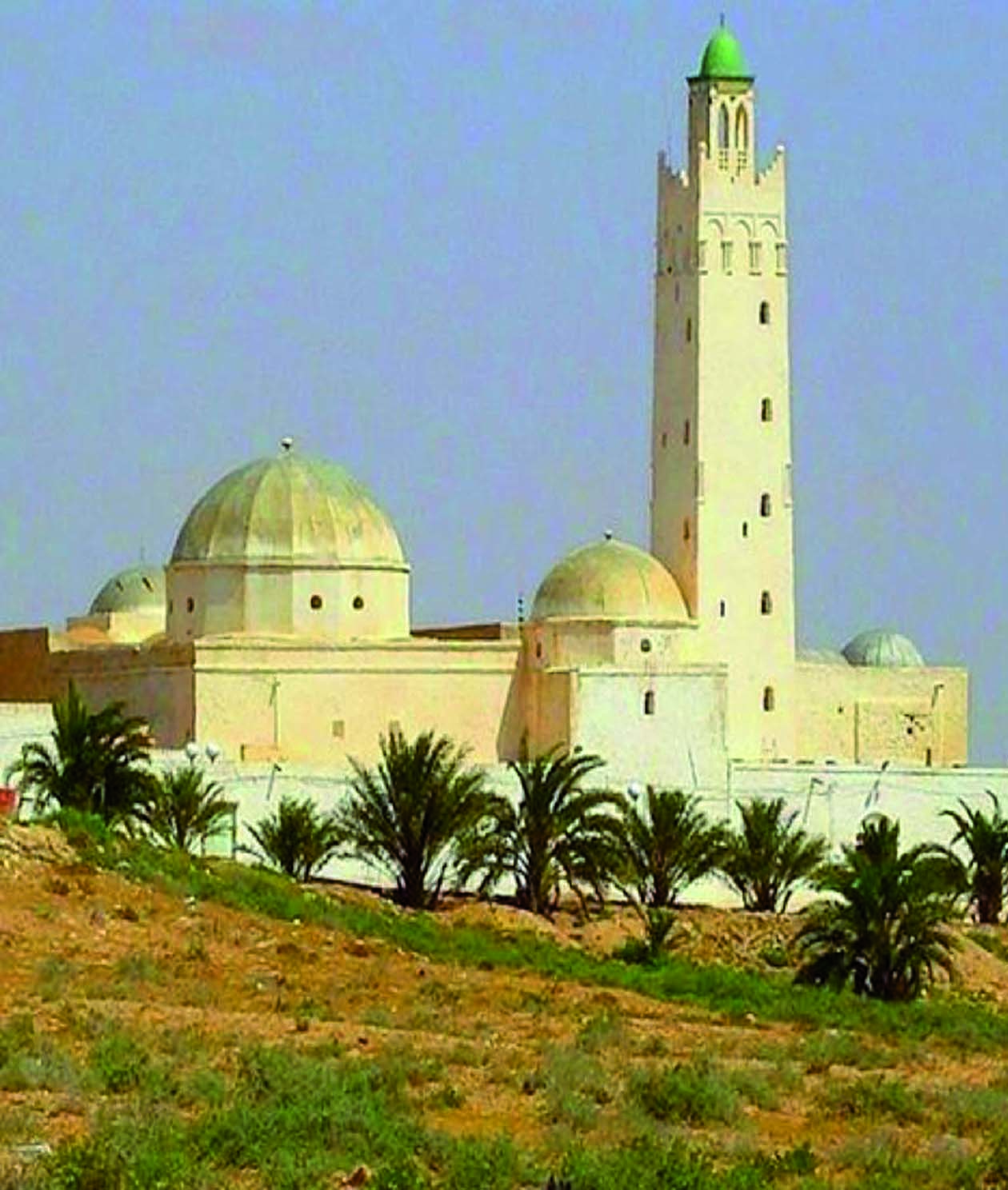
Ancienne mosquée Sidi 'Okba à Biskra, rénovée et agrandie (voire reconstruite) sous l'ère ziride

### Une manifestation médiévale de l'État algérien
Selon l'historiographie des historiens maghrébins modernes tels que Mahfoud Kaddache ou Fouad Soufi, l'Emirat Ziride et son héritier le sultanat hammadide constituent la deuxième manifestation de l'entité politique algérienne dans son cadre arabo-musulman, précédant le Sultanat zianide et l'État d'Alger, et succédant à l'imamat Rostémide. Ainsi, à travers le prisme de cette historiographie, cette période est perçue comme charnière dans l'évolution de l'État algérien dans sa conception millénaire du paradigme de « déclin - renaissance » depuis le royaume de Numidie : la fondation des grandes villes gravitant autour de la Mitidja, avec Alger en tête de liste, marque une étape majeure dans la conception d'une culture nationale propre au Maghreb central.
Également, l'établissement d'un sentiment « patriotisant » est accentué grâce à la mise en place d'un mode de vie et d'une culture singuliers à cette région du monde, permis par la stabilité politique et la prospérité économique, aboutissements des héritages et des traces de vie de l'ensemble des peuplades ayant façonné le paysage socio-culturel du Maghreb central depuis l'ère phénicienne. cette culture islamique, arabe, berbère mais toujours substantiellement cosmopolite, profondément attachée à l'aura andalouse se faisant de plus en plus rayonnante voire imposante, trouverait ainsi le début de son façonnement dans l'émergence d'un attachement terrestre de la part des tribus hilaliennes et sanhajiennes ancré à la "Terre" administrée par les Emirs et Sultans zirides et hammadides d'un côté[réf. nécessaire], et de l'autre au développement d'un cadre de vie raffiné et savant, cultivant les points communs entre les spécifiés spatiales des grandes villes du nord du Maghreb Central par les bourgeois citadins, et donc évidemment prenant pleinement part au processus de pérennisation de la civilisation arabo-musulmane dans son esprit "polissé", comparable à celui s'étant produit en Espagne musulmane à partir du débarquement d'Abd-al-Rahman Ier.

## Sultans hammadides
- Hammad ibn Bologhine (1007-1028)
- Al-Qaid ibn Hammad (1028-1054)
- Muhsin ibn Qaid (1054-1055)
- Bologhine ibn Muhammad ibn Hammad (1055-1062)
- An-Nasir ibn Alannas ibn Hammad (1062-1088)
- Al-Mansur ibn an-Nasir (1088-1104)
- Badis ben al-Mansur (1104)
- Abd al-Aziz ibn Mansur (1104-1121)
- Yahya ibn Abd al-Aziz (1121-1152)

## Arbre généalogique
- 1. Hammad, fondateur de la dynastie (1014-1028)
  - 2. Al-Qaid, roi hammadide (1028-1054)
    - 3. Muhsin, roi hammadide (1054-1055)
      - Abu Yakni, gouverneur de Constantine et de Bône (1091[note 1]-1094[note 2])

    - Ouighlan, gouverneur de Mahdia en 1088[note 1]

  - Muhammad
    - 4. Bologhin, roi hammadide (1055-1062)

  - `Alannas
    - 5. An-Nasir, roi hammadide (1062-1088)
      - 6. Al-Mansur, roi hammadide (1088-1105)
        - 7. Badis, roi hammadide (1105)
        - 8. `Abd al-`Aziz, roi hammadide (1105-1121)
          - 9. Yahya, roi hammadide (1121-1152), mort en 1163

        - Yousouf, gouverneur d'Achir vers 1062[note 3]
        - Abdallah, gouverneur d'Alger vers 1062[note 3]

      - Romman, gouverneur de Hamza vers 1062[note 3]
      - Khazer, gouverneur de N'Gaous vers 1062[note 3]
      - Belbar, gouverneur de Constantine vers 1062[note 3]-1091[note 4]

    - Kebab, gouverneur à Miliana vers 1062[note 3]